# Klaus-Michael Kodalle
Klaus-Michael Kodalle (* 18. Oktober 1943 in Gleiwitz, Oberschlesien) ist ein deutscher Philosoph mit den Forschungsschwerpunkten Politische Philosophie, Ethik, Religionsphilosophie. Er lehrte zuletzt am Institut für Philosophie der Friedrich-Schiller-Universität in Jena. Er ist seit 1998 Ordentliches Mitglied der Akademie der Wissenschaften und der Literatur Mainz.

## Leben und Wirken
Nach der Flucht der Mutter mit ihm aus Gleiwitz und beider Aufnahme im Sauerland, besuchte Kodalle nach der Volksschule ein Düsseldorfer Gymnasium. Gefördert von der Studienstiftung des deutschen Volkes studierte er ab 1964 die Fächer Philosophie, Pädagogik und Germanistik an der Universität zu Köln. Mit einer Arbeit über den englischen Philosophen Thomas Hobbes wurde Kodalle 1969 promoviert. Zu seinen bevorzugten akademischen Lehrern gehörten der in der Phänomenologie verwurzelte Ludwig Landgrebe und Günter Rohrmoser, der die Verbindung zur Münsteraner Ritter-Schule herstellte.
An der neu gegründeten Universität Regensburg erhielt Kodalle 1969 eine Assistentenstelle am Lehrstuhl für Grundfragen evangelischer Theologie im Fachbereich Philosophie-Psychologie-Pädagogik. Seine Arbeitsschwerpunkte in dieser Zeit waren Religionskritik, die kritische Zersetzung des Hegelschen Systems in den diversen Ausprägungen der Hegel-Schule und die Auseinandersetzung mit der Kritischen Theorie, insbesondere mit Adorno und Habermas. Die Theorie-Konstellation der Hegel-Schule blieb auch noch in späteren Jahrzehnten ein Interessenschwerpunkt Kodalles, insbesondere das kritische Potenzial der sogenannten „rechten“ Hegel-Schule, der er diverse Studien widmete.
An der Universität Hamburg arbeitete Kodalle im Fachbereich Evangelische Theologie ab 1975 eng zusammen mit Traugott Koch. Weitere Stationen seines akademischen Werdegangs waren 1980/81 eine Gastprofessur für Philosophie an der Freien Universität Berlin, ein Forschungsaufenthalt 1981 in Dänemark sowie Gastprofessuren in Padua, Philadelphia, Kopenhagen (Internationales Kierkegaard-Forschungszentrum) und Beʾer Scheva.
Nach der Habilitation 1980 wurde Kodalle 1982 in Hamburg auf eine Professur für Religionsphilosophie und Sozialethik berufen. Ab 1992 lehrte er Praktische Philosophie an der Friedrich-Schiller-Universität Jena. Im Jahr 1995 übernahm Kodalle den Vorsitz der Thüringischen Gesellschaft für Philosophie und seit 1997 Organisation und Leitung der Thüringentage für Philosophie, die sich an die Öffentlichkeit wenden und Themen widmen, die in der Gesellschaft kontrovers diskutiert werden (siehe dazu zahlreiche von Kodalle herausgegebene Sammelbände).
Kodalles Wahl zum ordentlichen Mitglied der Akademie der Wissenschaften und der Literatur in Mainz erfolgte 1998. Er übernahm den Vorsitz der Kommission für Philosophie und Begriffsgeschichte und war mit zuständig für das inzwischen abgeschlossene Historische Wörterbuch der Philosophie. Kodalle war Mitglied des Institut International de la Philosophie Politique in Paris sowie von 2006 bis 2012 Präsident der Deutsch-Ungarischen Gesellschaft für Philosophie. Wegen zunehmender Erblindung musste Kodalle sich 2006 vorzeitig pensionieren lassen. 2021 wurde ihm vom Fachbereich Evangelische Theologie der Universität Hamburg die Ehrendoktorwürde verliehen.

## Forschungsschwerpunkte
Vor dem Hintergrund diverser Studien zur Philosophie des Deutschen Idealismus widmete sich Kodalle dem Werk des dänischen Schriftstellers Sören Kierkegaard, dessen Denken u. a. um das Problem der Ausnahme kreist. In dem Buch Die Eroberung des Nutzlosen (1988) entwickelte Kodalle seine eigenständige Philosophie vom „Sinn jenseits allen Machens“ (Adorno). Dabei geht es um die Entdeckung eines Sinngrundes, der dem endlichen Ich in allen seinen Weltbezügen eine innere Unabhängigkeit sichert, die sich in geschichtlichen Kontexten als kraftvolle Nonkonformität bewährt. Die Frankfurter Allgemeine Zeitung charakterisierte Kodalle mit Bezug auf dieses Werk als einen „weißen Raben“ in seiner Zunft.
Bereits die ersten Buchpublikationen Kodalles befassten sich mit dem Verstehen der Ausnahme und des Ausnahmezustandes.
Gewendet gegen die ungeheure Zerstörungsdynamik der konfessionellen Bürgerkriege im 16. und 17. Jahrhundert entwickelte der englische Philosoph Thomas Hobbes seine Philosophie einer rationalen Grundlegung von Recht und Ordnung mittels einer ganz neuen, vertragstheoretisch konzipierten Wissenschaft von der Politik, welche der Zerstörungskraft der religiösen Antagonismen den Boden entziehen sollte. Dieser Philosophie widmete Kodalle sein Buch: Thomas Hobbes. Logik der Herrschaft und Vernunft des Friedens (1972). Er entfaltete darin die – in der Hobbes-Literatur nach wie vor umstrittene – These, dass auch diese neue Theorie des Ordnung stiftenden Covenant letztlich von religiösen Impulsen zehrt, die sie um des Friedens willen in Anspruch nehmen muss. In der 1973 erschienenen Publikation Politik als Macht und Mythos befasste Kodalle sich mit der politischen Theologie Carl Schmitts, der definiert hatte, Souverän sei, wer über den Ausnahmezustand befinde bzw. entscheide. Kodalles Interesse galt der politiktheoretischen Analyse dieses Denkers, die er offenbar auch durch Schmitts nationalsozialistisches Engagement nicht diskreditiert sah. (Schmitts Schuld-Verstrickung hat Kodalle im Jahr 2019 einen Aufsatz in der rechtswissenschaftlichen Zeitschrift Der Staat gewidmet.)
Die Spiegelung des politischen (und gesellschaftlich-zivilisatorischen) Ausnahmezustandes in der individuellen Urteilskraft und Verantwortlichkeit des einzelnen Bürgers war nicht nur das Grundthema in Kodalles Buch über Dietrich Bonhoeffer: Dietrich Bonhoeffer. Zur Kritik seiner Theologie (1991). Die diabolische Sogkraft, die von einer Unterwanderung demokratischer Institutionen und von der Verkündung des Ausnahmezustandes ausgehen kann, veranlasste Kodalle zu Untersuchungen zu herausragenden evangelischen Theologen der Weimarer Wendezeit, die glaubten, die weit verbreitete Sinnkrise und Demokratieverdrossenheit bewältigen zu können, indem sie eine Synthese zwischen protestantischer Theologie und autoritärem Führerstaat entwickelten (siehe dazu 1933 – Die Versuchung der Theologie, erschienen 2022).
Mit Blick auf die Problematik des Ausnahmezustandes hat Kodalle weiteren Denkern der Weimarer Zeit seine Aufmerksamkeit gewidmet. So fand er heraus, dass der Jenaer Philosoph Eberhard Grisebach nach einer Analyse der Kant-Studien Martin Heideggers – also deutlich vor der sogenannten Machtergreifung – festgestellt hatte, dies sei die Art von Philosophie, die einmal bei der akademischen Jugend Begeisterung für die Diktatur wecken werde (siehe Kodalles 1996 erschienenes Griesebach-Buch Schockierende Fremdheit).
Fokussiert auf die Ausnahme-Situationen im menschlichen Dasein, begriff Kodalle die friedliche Revolution 1989/90 als fundamentale Herausforderung für die Ethik. Die Auseinandersetzung mit den Folgen des politischen Umbruchs für die Menschen in Ostdeutschland in ihren diversen Ausgangslagen und Situationen fasste Kodalle als Impuls auf, die Arbeit an einem Ethos der Verschonung und des Takts aufzunehmen. Bereits die Antrittsvorlesung an der Universität Jena wies in diese Richtung: Verzeihung nach Wendezeiten (1994).
Die Erschließung des Sinnes und der Reichweite von Verzeihung wurde in der Folgezeit Kodalles Schwerpunktthema. Nach zwei Buchveröffentlichungen zur Verzeihungsthematik publizierte Kodalle 2013 sein umfangreichstes Werk zu diesem Thema: Verzeihung denken. Die verkannte Grundlage humaner Verhältnisse. Von der antiken Philosophie über den „Geist des Christentums und sein Schicksal, die Philosophie Kants und des Deutschen Idealismus“ bis zu Kierkegaards Denkanstößen und zur Philosophie des 20. Jahrhunderts (in der für Kodalle die Repräsentanten der Phänomenologie die wichtigsten Impulse gaben und Hannah Arendt den allerstärksten Akzent setzte) wird hier die Komplexität von Grund und Abgrund des Verzeihens in seiner personalen, sozialen, rechtlichen und politischen Komplexität erschlossen. In deutschsprachigen philosophischen und theologischen Zeitschriften wurde der von Kodalles Arbeiten ausgehende Impuls gewürdigt, dieses Thema vom Rande in die Mitte der philosophischen Aufmerksamkeit gerückt zu haben.
Kodalle arbeitet heraus, dass die Bereitschaft und die Macht des Verzeihens zwar Gründe und Gegengründe, komplexe Situationseinschätzungen und – unabschließbare – Folgeerwägungen kennt; doch ein moralischer Imperativ – du sollst verzeihen – sei ebenso undenkbar, ja geradezu abwegig, wie Versuche, durch gesellschaftliche Konsensbildungen oder gar Druckkulissen Opfer mit angeblich guten Gründen zum Verzeihen zu bewegen. Im Grunde lasse sich die unverhoffte Gegenkraft des Verzeihens zu der existenziellen Eroberung des Nutzlosen (1988) in Verbindung setzen, zu Vollzugsformen eines Ethos jenseits von Wunschdenken und Zweckrationalität.

## Publikationen

### Monografien
- Thomas Hobbes – Logik der Herrschaft und Vernunft des Friedens. München 1972.
- Politik als Macht und Mythos. Carl Schmitts 'Politische Theologie', Stuttgart 1973.
- mit T. Koch u. H. Schweppenhäuser: Negative Dialektik und die Idee der Versöhnung. Eine Kontroverse über Theodor W. Adorno. Stuttgart 1973.
- Unbehagen an Jesus. Die Herausforderung der Psychoanalyse an die Theologie. Olten/Schweiz 1978.
- Die Eroberung des Nutzlosen. Kritik des Wunschdenkens und der Zweckrationalität im Anschluß an Kierkegaard. Paderborn/München/Wien/Zürich 1988.
- Dietrich Bonhoeffer. Zur Kritik seiner Theologie. Gütersloh 1991.
- Verzeihung nach Wendezeiten? Über Unnachsichtigkeit und mißlingende Selbst-Entschuldung. Jenaer philosophische Vorträge und Studien, Bd. 12, Erlangen und Jena 1994.
- Schockierende Fremdheit. Nach-metaphysische Ethik in der Weimarer Wendezeit. Wien 1996, ISBN 978-3-85165-234-5.
- Annäherungen an eine Theorie des Verzeihens. Akademie der Wissenschaften und der Literatur Mainz. Abhandlungen der Geistes- und sozialwissenschaftlichen Klasse. Jg. 2006, Nr. 8 (Franz Steiner Verlag Stuttgart).
- Im Rückblick auf die Wende: Wie mit Schuld umgehen? Beobachtungen und Reflexionen. Würzburg 2009.
- Verzeihung denken. Die verkannte Grundlage humaner Verhältnisse. München 2013.
- 1933 – Die Versuchung der Theologie. Berlin 2022.

### Herausgeber
- Tradition als Last? Legitimationsprobleme der Bundeswehr, Köln 1981.
- mit U. Bermbach: Furcht und Freiheit. Leviathan-Diskussion 300 Jahre nach Thomas Hobbes, Opladen 1982.
- Gegenwart des Absoluten. Philosophisch-theologische Diskurse zur Christologie. Gütersloh 1984.
- Karl Christian Friedrich Krause (1781–1832) und der 'Krausismo'  Schriften zur Transzendentalphilosophie Bd. 5, Hamburg 1985.
- Gott und Politik in USA. Über den Einfluß des Religiösen. Eine Bestandsaufnahme. Frankfurt 1988.
- Der Vernunftfrieden. Kants Entwurf im Widerstreit. Kritisches Jahrbuch der Philosophie (Jena) Bd. 1, Würzburg 1996.
- mit Klaus Dicke: Republik und Weltbürgerrecht. Kantische Anregungen zur Theorie politischer Ordnung nach dem Ende des Ost-West-Konflikts. Weimar/Köln/Wien 1998.
- Strafe muß sein! – Muß Strafe sein? Würzburg 1998 (Beiheft 1 zum ”Krit. Jahrbuch der Philosophie”).
- Zeit-Verschwendung. Ein Symposion, Würzburg 1999.
- mit M. Ohst: Fichtes Entlassung. Der Atheismusstreit vor 200 Jahren. (Kritisches Jahrbuch der Philosophie Bd. 4), Würzburg 1999.
- Der Ruf nach Eliten. (Beiheft 2 – 1999 – zum Kritischen Jahrbuch der Philosophie), Würzburg 2000.
- Angst vor der Moderne. Philosophische Antworten auf Krisenerfahrungen. Der Mikrokosmos Jena 1900–1940, Kritisches Jahrbuch der Philosophie, Bd. 5, Würzburg 2000.
- Arbeit und Lebenssinn. Eine aktuelle Herausforderung in historischer und systematischer Perspektive. Kritisches Jahrbuch für Philosophie, Beiheft 3, Würzburg 2001.
- mit Anne M. Steinmeier: Subjektiver Geist. Reflexion und Erfahrung im Glauben. FS zum 65. Geburtstag von Traugott Koch. Würzburg 2002.
- Das Recht auf ein Sterben in Würde. Eine aktuelle Herausforderung in historischer und systematischer Perspektive. Kritisches Jahrbuch der Philosophie, Beiheft 4, Würzburg 2003.
- Philosophie eines Unangepaßten: Hans Leisegang. Würzburg 2003.
- Hegel-Jahrbuch 2003. Glauben und Wissen. (Erster Teil), hrsg. v. A. Arndt, K. Bal, H. Ottmann – in Verbindung mit K.-M. Kodalle u. K. Vieweg, Berlin 2003.
- mit U. Zwiener u. W. Frindte (Hrsg.): Extremismus-Gewalt-Terrorismus. Hintergründe und Handlungskonsequenzen. Jena u. Erlangen 2003.
- Homo Perfectus? Behinderung und menschliche Existenz. Kritisches Jahrbuch der Philosophie, Beiheft 5, Würzburg 2004.
- Eberhard Grisebach. Gegenwart. Eine kritische Ethik. Neu herausgegeben und eingeleitet von Klaus-M. Kodalle. Kritisches Jahrbuch der Philosophie, Bd. 9, Würzburg 2004.
- Der geprüfte Mensch. Über Sinn und Unsinn des Prüfungswesens. Kritisches Jahrbuch der Philosophie, Beiheft 6, Würzburg 2005.
- Grundprobleme bürgerlicher Freiheit heute. Kritisches Jahrbuch der Philosophie, Beiheft 6, Würzburg 2007.
- Geisteswissenschaften –  im Gegenwind des Zeitgeistes? (Zum Abschluß des Historischen Wörterbuchs der Philosophie). Akademie der Wissenschaften und der Literatur Mainz. Abhandlungen der geistes- und sozialwissenschaftlichen Klasse, Jg. 2007, Nr.  1 (Franz Steiner Verlag Stuttgart).
- mit H. Rosa: Rasender Stillstand. Die Beschleunigung des Wirklichkeitswandels: Konsequenzen und Grenzen. Kritisches Jahrbuch der Philosophie, Bd. 12, 2005/2007, Würzburg 2008.
- mit Dirk Preuss und Nikolaus Knoepffler: Körperteile – Körper teilen? Kritisches Jahrbuch der Philosophie, Beiheft 8/2009, Würzburg 2009.
- mit Tilman Reitz: Bruno Bauer:Ein „Partisan des Weltgeistes“?, Würzburg 2010.
- mit R. Albrecht, N. Knoepffler: Korruption. Moralische Verdorbenheit oder Ergebnis falscher Strukturen? Würzburg 2010.
- mit J. Achatz: Populismus – Unvermeidbares Element der Demokratie? Würzburg 2012.
- mit N. Knoepffler und T. Rudolph: Autorität – Im Spannungsfeld von Theorie und Praxis. Kritisches Jahrbuch der Philosophie, Band 19, Würzburg 2018.
- mit N. Knoepffler: Herausforderungen der Wissenschaftsethik. Kritisches Jahrbuch der Philosophie, Band 21, Würzburg 2021.